# André Richard (Komponist)
André Richard (* 18. April 1944 in Bern) ist ein Schweizer Komponist und Dirigent.

## Leben
André Richard studierte Gesang, Musiktheorie und Komposition zunächst am Konservatorium Genf und später an der Musikhochschule Freiburg bei Klaus Huber und Brian Ferneyhough. Anschliessend folgten Studien für live-elektronische Musik bei Hans Peter Haller am Experimentalstudio der Heinrich-Strobel-Stiftung Freiburg und am IRCAM in Paris. In den achtziger Jahren arbeitete er bei Aufführungen von Prometeo, Caminantes..., Ayacucho und anderen Werken des Komponisten eng mit Luigi Nono zusammen. 1983 gründete er anlässlich einer Aufführung von Luigi Nonos Werk Das atmende Klarsein zusammen mit Arturo Tamayo den Solistenchor Freiburg dessen Leiter er seit 1984 ist. Sein Debüt als Dirigent gab er beim Warschauer Herbst 1988 bei polnischen Erstaufführung von Nonos Diario Polacco no 2, Quando stanno morendo. Von Dezember 1989 bis Dezember 2005 war er Leiter des Experimentalstudios der Heinrich-Strobel-Stiftung des Südwestrundfunks. Mit seinem Studio ist er international bei zahlreichen Realisationen neuer Werke mit integrierten live-elektronischen Mitteln als Interpret und Dirigent in Erscheinung getreten.

## Auszeichnungen
- 1992 Reinhold-Schneider-Preis der Stadt Freiburg
- 1994 Preis der Christoph-und-Stephan-Kaske-Stiftung

## Werke
- 1983 Von aussen her… für Violine und Klavier
- 1985/86 Echanges für Ensemble und Live-Elektronik
- 1987 Musique de rue Szenische Musik für Ensemble und Tonband
- 1989–1991 Glidif. a sonar e cantar für Bassklarinette, Kontrabassklarinette, 2 Kontrabässe und Live-Elektronik